# Juticus furcidens
Juticus furcidens is een hooiwagen uit de familie Gonyleptidae.